# 女必殺拳シリーズ
『女必殺拳シリーズ』（おんなひっさつけんシリーズ、Sister Street Fighter ）は、1974年から1976年に製作された日本映画のシリーズ。主演：志穂美悦子、製作：東映。

## 概要
志穂美悦子の初主演でシリーズ化されたカラテ映画。空手や拳法の必殺技に軽快なアクションを加えた、日本映画史上初の"本格的女性アクション映画シリーズ"。志穂美が空手を駆使して敵を倒していくモチーフは全作共通だが、日本と香港のハーフである李紅竜を演じる第1作から第3作までをシリーズ全3作とするものと、志穂美が京都西陣の織物問屋の一人娘・中川菊に役柄を変える『女必殺五段拳』を含めてシリーズ全4作とするものと、文献により異なっている。最初の3作は東映東京撮影所製作で監督・脚本・音楽が共通であり、『女必殺五段拳』は京都撮影所製作のため全員交代している。また、志穂美主演、東映製作の空手アクション映画は、他に『必殺女拳士』（1975）もあり、他にアクション物として『13階段のマキ』『華麗なる追跡』がある。

## 作品

### 女必殺拳
『女必殺拳』（第一作）
あらすじ
日本と香港のハーフ・李紅竜は、行方不明となった香港警察麻薬Ｇメンの兄を探して日本へやって来る。紅竜の必殺拳“乱花血殺”が巨悪組織に炸裂する。
キャスト
- 李紅竜：志穂美悦子
- 早川絵美：早川絵美
- 李万青：宮内洋
- 藤田徹道：内田朝雄
- 響征一：千葉真一

スタッフ
- 監督：山口和彦
- 企画：吉峰甲子夫・高村賢治
- 脚本：鈴木則文・掛札昌裕
- 音楽：菊池俊輔
- 製作：東映東京撮影所

国内興行
- 公開日：1974年8月31日
- 配給：東映
- 併映：『極道VSまむし』（主演：若山富三郎、監督：中島貞夫）

### 女必殺拳 危機一発
『女必殺拳 危機一発』（第二作）
あらすじ
李紅竜は、行方不明となった高校時代の親友で大富豪の娘を探しに日本へやって来る。
キャスト
- 李紅竜：志穂美悦子
- 李白蘭：光川環世
- 大曽根一成：室田日出男
- 羅内幻十郎：安岡力也
- ヘシウス：苅谷俊介
- 藤田徹道：内田朝雄
- 宮本武夫：たこ八郎
- 椿俊輔：倉田保昭

スタッフ
- 監督：山口和彦
- 企画：吉峰甲子夫・高村賢治
- 脚本：鈴木則文・掛札昌裕
- 音楽：菊池俊輔
- 製作：東映東京撮影所

国内興行
- 公開日：1974年12月7日
- 配給：東映
- 併映：『脱獄広島殺人囚』（主演：松方弘樹、監督：中島貞夫）

### 帰って来た女必殺拳
『帰って来た女必殺拳』（第三作）
あらすじ
幼友だちの秀麗を探しに横浜にやって来た李紅竜は、秀麗が麻薬密輸組織のボスに麻薬患者にされていることを知り怒りを爆発させる。
キャスト
- 李紅竜：志穂美悦子
- 秀麗：川崎あかね
- 片平ミッチー：ミッチー・ラブ
- 湘徳輝：千葉治郎
- 王龍明：山本麟一
- 黒崎剛：倉田保昭

スタッフ
- 監督：山口和彦
- 企画：吉峰甲子夫・高村賢治
- 脚本：鈴木則文・掛札昌裕
- 音楽：菊池俊輔
- 製作：東映東京撮影所

国内興行
- 公開日：1975年8月30日
- 配給：東映
- 併映：『トラック野郎・御意見無用』（主演：菅原文太、監督：鈴木則文）

### 女必殺五段拳
『女必殺五段拳』（第四作）
あらすじ
京都西陣の織物問屋のひとり娘である中川菊は、空手に熱中し結婚話には耳を貸さない。道場の姉弟子ミッチーの兄ジムは、レストランの開店資金欲しさに悪の手先となっていく。
キャスト
- 中川菊：志穂美悦子
- ミッチー：ミッチー・ラブ
- 貝原喜一郎：汐路章
- 藤山隆三：川合伸旺
- 今川：片桐竜次
- ニッグ：サンダー杉山
- 高木修二：渡瀬恒彦

スタッフ
- 監督：小沢茂弘
- 脚本：鳥居元宏・松本功・志村正浩
- 音楽：上柴はじめ
- 製作：東映京都撮影所

国内興行
- 公開日：1976年5月29日
- 配給：東映
- 併映：『お祭り野郎 魚河岸の兄弟分』（主演：松方弘樹、監督：鈴木則文）

## 製作

### 企画
岡田茂東映社長は、自身が企画した1971年10月公開の『女番長ブルース 牝蜂の逆襲』以降、「女番長（スケバン）シリーズ」をシリーズ化させていたが、1973年頃から退潮の兆しが見え始めたことから、スケバンに代わる新たなアクション映画を模索した。岡田の頭にあったのは、"女の千葉真一"、"空手女番長"のような構想だった。当然、当時の日本映画界に千葉真一の代わりができる女優はいないし、志穂美の存在も当時の岡田は知らないため、岡田が企画したのがブルース・リーと同じ香港の女優・アンジェラ・マオ主演でのアクション映画であった。最初にキャスティングしたのはショウ・ブラザーズの施思で、施思が条件面で折り合えず、アンジェラ・マオになったとされる。アンジェラ・マオは"アジアNo.1女ドラゴン"ともいわれたカンフーができる女優で、ブルース・リーの妹役として当時人気があり、東映洋画がゴールデン・ハーベスト製作のアンジェラ・マオの主演映画『暗黒街のドラゴン 電撃ストーナー』を買付け配給した他、『アンジェラ・マオの女活殺拳』を配給した東和のプロモーションで、1974年6月に来日もしていた。岡田は同じゴールデン・ハーベスト製作の『ドラゴンへの道』を巡る東和との配給権争いや、池玲子のゴールデン・ハーベスト貸し出しなどで、同社と付き合いを深めていた。また東映作品の海外販売を目指した岡田の足掛かりとして、同社のライバルであるショウ・ブラザーズのランラン・ショウ社長とも親交を持ち、千葉のカラテ映画やアクション物が東南アジアで好評を博していたことから、急速に話がまとまり、1975年10月27日に業務提携を結んだ。提携内容は製作については、企画案の交流、俳優、技術者、監督等の相互交流、海外ロケの際の相互便宜供与の協力。配給については相互に相手作品の配給・興行、ショウ側は東映作品の東南アジアに於ける配給・興行の優先権、東映側はショウ作品の日本における配給・興行の優先権を持つ、共同買付けの対象地域は日本、韓国を含む東南アジア全域とする。その他、超大作製作の共同出資など。日本映画の輸出は映画関係者の努力にもかかわらず、当時は伸び悩んでいるのが現状で、日本映画の特殊性から、欧米への市場開発には大きな望みはかけられないとする考えが日本の映画会社の間では支配的だったから、東南アジアなど隣接するアジア地域の市場開発を目指す東映の試みは、その先鞭をつける動きとして注目された。ショウ・ブラザーズは当時アジア有数の映画製作配給会社で、従業員1200人、年間映画制作40本の他、香港に設備の秀でた11棟のステージからなる撮影所を所有する他、東南アジア・米・英国に直営・契約館を含め約300の映画館を所有し、外国映画配給でも年間約170本を取り扱い、東南アジアに大きな勢力を持っていた。ショウは「東映作品を東南アジアで売る代わり、日本でももっとショウ作品を売って欲しい」と岡田に要望し、岡田は「ショウ作品を東映番線で流す。この提携で日本映画が今まで進出できなかった台湾や韓国など両社の合作映画なら輸出が可能になるし、それ以外にも東映映画が市場を開発するメリットは大きい。アニメーション（東映動画）などの技術指導なども積極的に進めたい」などと話した。東南アジアは香港映画が強く、同地域は政治絡みで、日本映画はそれまで歩が悪かったが、この提携により東南アジアでショウ・ブラザーズの持つ約300の映画館に東映作品を掛けることができ、千葉や志穂美らのカラテ映画や東映作品の東南アジア地域での販売が拡大し、『新幹線大爆破』や『恐竜・怪鳥の伝説』などの海外展開に繋げた。

### 志穂美の抜擢
1974年2月26日、岡田は東映香港支社からアンジェラ・マオの出演了承の連絡が入ると鈴木則文を呼び、「マオを主人公にし、京都（東映京都撮影所、以下、東映京都）時代に俺とお前で作った『緋牡丹博徒シリーズ』のカラテ版『女必殺拳』を作る。すぐに脚本の準備にかかれ」と指示。日本語が喋れないマオでも岡田は、この映画が売れると見込んでいた。これを聞いた鈴木は「緋牡丹のお竜にあやかって、役名は紅い竜、『紅竜』としましょう」と即座に返答した。彼らは東映京都で共に『緋牡丹博徒シリーズ』を製作した間柄であった。鈴木は岡田の指示で映画『聖獣学園』など「ポルノ路線」の製作を東映東京撮影所（以下、東映東京）でしていたが、興行は不入りに終わる。他にも3本企画を出すものの岡田に却下、特に梅宮辰夫主演『猛毒商売』はセットまで作っていた所で、岡田に「ゲキガは当たらん」と製作中止させられていた。家賃も払えず苦しい生活が続いたため、京都へ戻ろうとしていた矢先であった鈴木は、岡田の配慮に感涙し、シナリオを書き始めた。鈴木は東映の社員で基本的には人事権はないため、勝手に京都へ戻れないが、天尾完次と鈴木は、組合運動ばかりに熱心な東映東京の徹底的なテコ入れのために岡田が送り込んだ刺客だったため、京都へ帰ってもらっては困る事情があった。
数日のうちに共同脚本とプロデューサーが決まり、やがて「東映女カラテ新路線 香港女優で発進」と報道されると、鈴木は千葉真一に東映東京に庭でバッタリ会い、千葉から「アクション万能の少女がうち (JAC ) にいるから、今度の監督（鈴木）が撮るという映画に使ってください」と売り込まれる。千葉の部屋に連れて行かれ、千葉が持ってきた16mmフィルムを試写すると、トランポリンや器械体操に励む少女（志穂美悦子）が映っていた。「この子、本当に女の子？」とビックリし、志穂美の一挙一動に魅せられた鈴木は、「必ず日本側の出演者で重要な役としてシナリオに書く」と千葉へ約束する。志穂美には主役のアンジェラ・マオを空手を使って助ける準主役と伝えられたが、千葉は「何も香港から連れて来なくたって、志穂美を主役で使えばいいじゃないか」と不満を漏らしていたという。
何かしらの事情でアンジェラ・マオが不出演となり、鈴木は代役に志穂美を岡田へ推薦し志穂美の主役起用が決定した。カラテ映画の日本での人気は短命であったため、志穂美の芸能界入りが少しでもずれていたら、この抜擢はなく、志穂美の今日イメージは全く違ったものになっていた可能性が高く、間一髪のタイミングだった。後のインタビューで志穂美は「映画の主役をやることがどんなに大変で、凄いことかの重みを後になって感じたけど、当時は18歳ぐらいで、下積みもほとんどなく、自分の目指したことだったから、ただ嬉しくて最高ぐらいにしか思わなかった」、「日本で最初にアクション女優になるのは自分だと思っていた。なりたいじゃなかった、なる！だった。自分のやりたいことをやれる嬉しさで、寂しさなんて忘れていた。JACの厳しい訓練もそれに一役かった。『ボディガード牙』で初めて女優さん（渡辺やよい）の吹き替えをして、新宿東映のオールナイトで見たんです。私の立ち回りのシーンになったら客席がウォーッと沸いて、嬉しかった。あの感動が忘れられないために今までやってきたような気がする」などと話していた。

### 脚本
監督も鈴木が担う予定だったが、俊藤浩滋の要請で、鶴田浩二・高倉健共演を予定していた『日本仁義』という映画の脚本・監督を鈴木が手掛けることになり、山口和彦が代わりを務めた。脚本を鈴木と共に担当した掛札昌裕は、神田の古書店で日本のあらゆる武芸を紹介する『日本武道大鑑』という本を購入。この書籍を活用して、紅竜が闘う相手武芸者のキャラクターを造っていった。掛札は「シリーズはもっと続くはずだったけど、監督と脚本を代えたことで段々尻すぼみになった」と述べている。岡田企画で脚本も鈴木&掛札コンビなら、本来はもう少しポルノ度を押し出したかったと見られるが、ひたすらアクションのみを求道し、禁欲的であろうとした志穂美がその波を押し返してしまい、その禁欲的純粋さに観客は熱狂したとする見方もある。

### 撮影
1974年7月12日クランクイン。
当日、大泉撮影所にマスコミを招き、大々的なプロモーションを展開。志穂美にはカンフー・スーツを早川絵美には空手着を着せた。製作期間1ヵ月半。

## 興行

### 日本
日本では1974年8月31日に第1作『女必殺拳』が公開され、興収1億9000万円の大ヒット。第一作『女必殺拳』の志穂美のギャラは25万円だったという。千葉真一・山下タダシのカラテ映画と同様にシリーズ化され、第二作『女必殺拳 危機一発』も興収1億7000万円のヒット。東映は本シリーズを年間スケジュールの中でそれほど優遇していない夏休みの終わる時期などで公開していたが、（東映の）想定していなかった女性層を中心に支持された。鈴木則文が脚本・監督を務めた『トラック野郎・御意見無用』（シリーズ第一作）は、『帰って来た女必殺拳』と同時上映だったこともあり、「『女必殺拳シリーズ』のおかげで、まだ海のものとも山のものとも判らなかった『トラック野郎シリーズ』（の興行）を助けてくれた」と鈴木は回顧している。

## シリーズ継続経緯
シリーズは二作で終わる予定で、三作目の『帰って来た女必殺拳』は製作予定がなかった。二作目と三作目が9ヶ月近く空くのはこのため。理由はこの間に志穂美がアイドル的に人気が爆発したためで、志穂美をもっとオシャレでスマートなアクションで売ろうとしたからである。志穂美は1975年に入って、ブロマイドの売れ行きがベストテン入りしたと思ったら、マルベル堂店主も驚く人気急上昇で一気に3位になり人気が爆発した。女優陣にもうひとつスターが出ない東映にとっては藤純子以来の盛り上がりで、藤と違ってファン層が若い当時の花の中三トリオ的なアイドル的人気だったことから、岡田社長は「今度は女性路線に力を入れる」と、男性スター中心の企画が主体だった東映に藤純子の引退以来途絶えていた女性路線に社運を賭ける決意を述べた。岡田は「今年の東映は従来の実録を基調としてアクションとフィクションの大活動写真、それにヤングにアピールするファッション性の強い映画の三本柱で行く」と表明し、"悦チャン"を押し立てる青春大攻勢をかけることに決めた。1975年2月19日に東映本社で岡田が上半期の東映ラインナップを発表した際は「四ジャンルで節目のある編成で、衣替え活劇を製作する」と説明し「①実録アクション。『京阪神暴力ファミリー』（『日本暴力列島 京阪神殺しの軍団』）...②徹底的なアクションもの。『ゴルゴ13』の2も考えているが外地ロケは金がかかるので検討中だ。少林寺剣士で人気上昇中の志穂美悦子をフルに活用、アクションの第一人者千葉真一ものを製作する。③はファッション性を帯びたもので、中・高生層を狙う。少年少女雑誌掲載のものを中心に考える。『若い貴族たち 13階段のマキ』『女剣士』（『必殺女拳士』）などで、これには歌手や、テレビの若いタレントの起用も考える。④は半期に一本のスーパーアクションで『新幹線』もの（新幹線大爆破）などがこれである」などと述べ、四本柱に変更されたが、③のファッション性を帯びたものが、つまりカッコいい映画で、これを志穂美の売り出しにシリーズ化する計画だった。その第一弾『若い貴族たち 13階段のマキ』のポスターは、それまで暴力一辺倒のポスターが溢れていた中に、ヤング向きで華やかでカラフルな図案のポスターで、東映社内の雰囲気が変わった。すぐに第二弾『華麗なる追跡』の製作も発表した。また1975年4月時点では今後の志穂美出演作は『若い貴族たち 13階段のマキ』『華麗なる追跡』の後は、7月5日公開の『新幹線大爆破』との併映で、マッハ文朱との共演作で女子プロレスものを、1975年7月18日の発表では、8月30日からの『トラック野郎・御意見無用』との併映作がこのプロレスもの『マッハ旋風・必殺空中蹴り』（マッハ文朱主演・志穂美・山城新伍・女子プロレスオールスター、監督・野田幸男）と発表されていた。公開日までかなり接近しているため、直前まで『マッハ旋風・必殺空中蹴り』の製作準備が進んでいたと見られる。
ところが製作費を注ぎ込んだ同年夏の超大作『新幹線大爆破』がコケると岡田は、東映下半期のラインナップを洗い直し再検討を行った。岡田は従来の東映ファンを裏切る結果となったと分析し、「新仁義なき戦いシリーズ」と「女必殺拳シリーズ」の復活を急遽決めて、『帰って来た女必殺拳』を1975年8月13日にクランクインさせた。公開は1975年8月30日という慌ただしさだった。『マッハ旋風・必殺空中蹴り』が『帰って来た女必殺拳』にスライドしたものと見られ、また長らく謎だった『トラック野郎・御意見無用』が"何かの予定作の急な中止で穴埋めとして製作された"とする、その予定作とは『マッハ旋風・必殺空中蹴り』だったのかも知れない。1975年4月時点では『トラック野郎』は製作予定になかった。
1975年8月27日の記者会見で岡田社長が1976年の予定番組を発表し、シリーズ第四作の製作も告知され、このときのタイトルは『女必殺拳道場破り』だったが『女必殺五段拳』に改題され、1976年5月に公開された。

## 興行2

### 海外
志穂美のカラテ映画は、千葉に続いて海外でも公開され人気を博した。1975年6月12～15日にインドネシア・ジャカルタで開かれた第21回アジア映画祭で、岡田団長らと志穂美は当地を訪れ、10台のオートバイに先導され、信号なしのノンストップ移動というVIP待遇を受けた。当時のインドネシアでは、日本映画ブームが起きており、人気の中心が千葉と志穂美の主演映画だった。『逆襲! 殺人拳』『少林寺拳法』『陸軍中野学校』の他、『ザ・カラテ』『ゴルゴ13』などが、ジャカルタ劇場やツイン劇場など、当地の超一流劇場で上映されていた。志穂美はスカルノインドネシア初代大統領の第一夫人が莫大な国費を使って建てたといわれる民族宮殿にも招待され、アダム・マリク外相から「わが国の若者のため、これからも活躍して頂きたい」と激励されるなど、志穂美の異常人気を目のあたりにした岡田は「女必殺拳シリーズ」を海外でも積極的に売ることに決めた。日本では当時はもうカラテ映画は下火と評されていた。志穂美映画の海外セールスは、この東南アジアでの人気を皮切りにしたもので、インドネシアだけで日本以上の100万ドル（約3億円）を稼いだ。この滞イ中に岡田は『新幹線大爆破』と『けんか空手 極真拳』、それに『仮面ライダー』『イナズマン』『キカイダー』『超人バロム・1』のテレビ版を輸出契約した。これを受け、翌1976年にマニラで第一回日本映画見本市が開催された（第二回は『日本映画展'83』として1983年一月に開催された）。
1976年にはオランダ・ベルギーを含むフランス語圏でも公開され、1976年8月にはニューヨークなどアメリカの各都市でもロードショー公開された。またモスクワ映画祭とタシケント映画祭は当時は一年ごとに交互に行われ、同映画祭は東欧圏の国が全て参加し、カンヌやミラノに匹敵する大きな映画市（フィルム・マーケット）があったが、岡田は自身も海外の映画市に足を運んで、東映作品のセールスを行った他、海外駐在員（東映国際部）に賞狙いでなく、各国のバイヤーが集まるフィルム・マーケットのある映画祭で売り込みを図るよう指示していた。日本映画はそれまで世界の映画祭でいくつも賞を獲ったが、商売には全く結びついてなかった。第四回タシケント映画祭（1976年5月19日～5月29日、旧ソ連、現ウズベキスタン）にも岡田は志穂美を連れて参加。タシュケントの会場では、志穂美が岡田を相手に空手のデモンストレーションを披露し喝采を浴びた。『女必殺拳』が共産圏で上映されたのはこの時が初めてで、これ以降、共産圏で順次、上映された。この映画祭で『女必殺拳』と一緒に売れた東映作品が『新幹線大爆破』と『長靴をはいた猫 80日間世界一周』で、逆にソ連側から売り込まれた『せむしの仔馬』を岡田が買い付け、1977年夏の東映まんがまつりに組み入れた。1974年8月に岡田が訪ソした際、アレクサンドロフソ連国家映画委員会副議長（映画省副大臣）と親交を持ち、製作途中だった『レニングラード攻防戦I』『レニングラード攻防戦II』などを買付け、アレクサンドロフ一行が1974年11月に来日して岡田と交渉を持ち、ソ連は東映のカラテ映画を欲しがり、東映と密接なコンタクトを持つことで合意に達しており、岡田はモスクワ／タシケント映画祭に毎年招待を受けていた。

## 評価
志穂美悦子はその鍛えぬいた体技と清楚な雰囲気において、たちまち話題を呼んだ。志穂美悦子はアンジェラ・マオよりもはるかに大柄で、長く美しい肢体をしていた。動作の敏捷さとキレのよさが際立ち、大きく跳躍して、敵に向かって廻し蹴りを入れたり、そこから移して後ろ蹴りとなるとき、伸びきった足の美しさに観客は感嘆した。同時に志穂美は、決してお色気に訴えることがなく、顔以外の肌を露出することはなかった。女の武器を用いて男を籠絡することもなければ、弱者としての女の怨恨をこのときばかりに男に向けるという行為とも無縁だった。男の敵を罵倒することもなければ、敵側が志穂美の役を女ゆえに嘲笑することもなかった。
山根貞男は「『女必殺拳シリーズ』の主人公・李紅竜は、きちんと男を相手に闘うことができる、日本映画にそれまでいなかったヒロイン。純粋に活劇の女性映画は『女必殺拳シリーズ』が最初」と評価している。また「山田宏一と対談したとき、女優・志穂美悦子のイメージは闘う妹の感じで意見が一致した。助ける男は兄さんみたいなもので、恋愛になりっこない。妹をかばうだけ。昔なら妹っていうのは哀れな存在だったけど、志穂美悦子の妹は自分で闘う」と評した。
志穂美自身は「李紅竜は女じゃないというか、女を感じさせない。まるで中性ですから。少女の雰囲気、男っぽい少女という感じですね。だから恋愛とかまるで無かったんです。出せって言われても無理だったし...。でも何故、18、9歳の女の子が叩いたり、殴ったり、蹴ったりしなくちゃいけないのか、それはすべて悲しみから来てると意識はしていました。女なんて闘わないものだみたいなものがありますしね。ブルース・リーが『燃えよドラゴン』で、自分の妹を殺した男を殺すときの顔なんか、もう悲しみの顔でしょ？私はいつも闘うシーンは全部そういう悲しみの顔にしようと思っていました。ただその中に、スカッとする小気味よい立ち回りを絶対出したかったですね。私は空手映画をやりたかったわけではありません。空手は千葉さんから『最も華麗できれいで、倒したと納得がいくのは空手だ』と言われたからJACの練習過程として空手を習っていただけです。それが折からのブルース・リーブームで、私にあの役が来て、空手映画になっちゃったんです。私が14、5歳のときに憧れていたのは、とにかく危険なアクションだったんです。ロープウェーにぶら下がったり、ホントにあの子がやってるの？替わりがやってんじゃないか？ホントに本人がやってるのか！みたいなことをやりたかった。それでJACに入ったんです。それは血だと思います。血が騒ぐ、スリル、これを自分でやりたかった。だから本当は『キイハンター』に出て、スリルなアクションをやりたかった。でも空手映画の方が先行しちゃったんです。だから立ち回りなんかは、そんなにやりたい種目じゃなかった。種目っていうのも変ですけど(笑)。『女必殺拳シリーズ』の闘う女のイメージは不本意なんです。私が主演作で一番好きなのは『華麗なる追跡』です。復讐だとか怨念だとかは私はあまり好きじゃない。カッコよくてスピーディで、華麗であればいいの」などと話している。
志穂美悦子のファンは圧倒的に女性で、男性ファンはほとんどいなかった。彼女たちは志穂美のブロマイドを買い、熱烈なファンレターを書き綴った。ブロマイド人気は1970年代を通して続き"悦っちゃん"は少女たちのアイドルの座にあり続けた。本シリーズによって、志穂美は日本映画に於いて最初の女性功夫アクションスターの栄光に輝いた。志穂美はそれまでの姐御肌のアクション女優のように、妖艶な雰囲気で男を誑かしたり、男への怨恨に満ちた啖呵を切るというタイプとはまったく違う女性アクションの道を拓いたといえる。原駒子・松山容子・藤純子・梶芽衣子といった先行する女優たちとは一線を画し、攻撃性をむき出しにすることもなく、どこまでも清楚にして清潔な雰囲気のもと、優美にして健康的なアクションを披露した。

## 影響
金子修介監督の2014年映画『少女は異世界で戦った』は、金子が三鷹東映で観た『仁義なき戦い』や志穂美のアクション映画から企画を発想し、70年代東映調のアクション映画をやってみたいと思い、志穂美の遺伝子を持つ女優を集めて製作したもの。